# Daniel Agger
Daniel Munthe Agger (Hvidovre, 12 de dezembro de 1984) é um ex-futebolista dinamarquês com destaque por sua passagem pelo Liverpool Football Club.

## Carreira

### Brøndby
Agger começou a carreira profissional no Brøndby e era visto como um dos melhores zagueiros jovens do mundo.

### Liverpool
Em janeiro de 2006, Agger transferiu-se para o Liverpool por 17 milhões de euros, assinou um contrato de quatro anos, com o clube inglês.

### Retorno ao Brøndby
No dia 30 de agosto de 2014, o Liverpool confirma a saída a custo zero do defensor para o time que o revelou.
"Liverpool fez parte da minha vida e da minha família durante muito tempo, por isso, esta decisão é extremamente difícil. No entanto, penso que regressar ao Brøndby nesta fase da carreira é a decisão certa para mim", justificou o jogador, em declarações ao site dos reds."

### Fim de carreira
Daniel Agger decidiu, aos 31 anos, colocar um ponto final na carreira de futebolista. O mesmo admitiu ainda ter recebido propostas de vários clubes para continuar a jogar.

## Estatísticas

### Clubes
Atualizado até 6 de agosto 2011.
| Club                       | Season       | Superliga   | Superliga   | Superliga   | Danish Cup | Danish Cup | Danish Cup | -          | -          | -          | Europe | Europe | Europe  | Others | Others | Others  | Total | Total | Total   |
| Club                       | Season       | App         | Goals       | Assists     | App        | Goals      | Assists    | App        | Goals      | Assists    | App    | Goals  | Assists | App    | Goals  | Assists | App   | Goals | Assists |
| -------------------------- | ------------ | ----------- | ----------- | ----------- | ---------- | ---------- | ---------- | ---------- | ---------- | ---------- | ------ | ------ | ------- | ------ | ------ | ------- | ----- | ----- | ------- |
| Brøndby IF (SuperLiga)     | 2004–05      | 26          | 5           | 0           | 5          | 0          | 0          | -          | -          | -          | 1      | 0      | 0       | 4      | 0      | 0       | 36    | 5     | 0       |
| Brøndby IF (SuperLiga)     | 2005–06      | 8           | 0           | 0           | 0          | 0          | 0          | -          | -          | -          | 5      | 0      | 0       | 0      | 0      | 0       | 13    | 0     | 0       |
| Brøndby IF (SuperLiga)     | Club total   | 34          | 5           | 0           | 5          | 0          | 0          | –          | –          | -          | 6      | 0      | 0       | 4      | 0      | 0       | 49    | 5     | 0       |
| Club                       | Season       | Premiership | Premiership | Premiership | FA Cup     | FA Cup     | FA Cup     | League Cup | League Cup | League Cup | Europe | Europe | Europe  | Others | Others | Others  | Total | Total | Total   |
| Club                       | Season       | App         | Goals       | Assists     | App        | Goals      | Assists    | App        | Goals      | Assists    | App    | Goals  | Assists | App    | Goals  | Assists | App   | Goals | Assists |
| Liverpool (Premier League) | 2005–06      | 4           | 0           | 0           | 0          | 0          | 0          | 0          | 0          | 0          | 0      | 0      | 0       | 0      | 0      | 0       | 4     | 0     | 0       |
| Liverpool (Premier League) | 2006–07      | 27          | 2           | 0           | 1          | 0          | 0          | 0          | 0          | 0          | 12     | 1      | 1       | 1      | 0      | 0       | 41    | 3     | 1       |
| Liverpool (Premier League) | 2007–08      | 5           | 0           | 0           | 0          | 0          | 0          | 0          | 0          | 0          | 1      | 0      | 0       | 0      | 0      | 0       | 6     | 0     | 0       |
| Liverpool (Premier League) | 2008–09      | 18          | 1           | 2           | 1          | 0          | 0          | 2          | 1          | 0          | 5      | 0      | 0       | 0      | 0      | 0       | 26    | 2     | 2       |
| Liverpool (Premier League) | 2009–10      | 23          | 0           | 0           | 1          | 0          | 0          | 0          | 0          | 0          | 12     | 1      | 0       | 0      | 0      | 0       | 36    | 1     | 0       |
| Liverpool (Premier League) | 2010–11      | 16          | 0           | 0           | 1          | 0          | 0          | 1          | 0          | 1          | 3      | 0      | 0       | 0      | 0      | 0       | 21    | 0     | 1       |
| Liverpool (Premier League) | Club total   | 93          | 3           | 2           | 4          | 0          | 0          | 3          | 1          | 1          | 33     | 2      | 1       | 1      | 0      | 0       | 134   | 6     | 4       |
| Career total               | Career total | 127         | 8           | 2           | 9          | 0          | 0          | 3          | 1          | 1          | 39     | 2      | 1       | 5      | 0      | 0       | 183   | 11    | 4       |

## Gols Internacionais
| # | Data                   | Local                      | Adversário | Placar | Resultado | Competição                          |
| - | ---------------------- | -------------------------- | ---------- | ------ | --------- | ----------------------------------- |
| 1 | 7 de setembro de 2005  | Estádio Parken, Copenhague | Geórgia    | 3-1    | 6-1       | Eliminatórias Euro 2008             |
| 2 | 2 de junho de 2007     | Estádio Parken, Copenhague | Suécia     | 1-3    | 0-3¹      | Eliminatórias Euro 2008             |
| 3 | 11 de outubro de 2008  | Estádio Parken, Copenhague | Malta      | 2-0    | 3-0       | Eliminatórias Copa do Mundo de 2010 |
| 4 | 9 de fevereiro de 2011 | Estádio Parken, Copenhague | Inglaterra | 1-0    | 1-2       | Amistoso                            |

¹ Partida abandonada, Suécia, pela decisão da UEFA, venceu por 3 a 0. Mas o gol ainda conta nas estatísticas.

## Títulos
Brøndby
- Campeonato Dinamarquês: 2004-05
- Copa da Dinamarca: 2005

 Liverpool
- Copa da Inglaterra: 2005-06
- Supercopa da Inglaterra: 2006
- Copa da Liga Inglesa: 2011-12